# Giản đồ-k Bondi
Giản đồ Bondi với hệ số k (Bondi k-calculus) là một phương pháp giảng dạy thuyết tương đối hẹp được phổ biến bởi Giáo sư Sir Hermann Bondi, và vẫn thường được dùng trong các lớp vật lý bậc đại học và cao đẳng.
Sự hữu dụng của giản đồ k là ở tính đơn giản của nó. Nó thậm chí đã được sử dụng thành công để phổ biến về thuyết tương đối hẹp cho trẻ em cũng như trong các giáo trình đại cương về thuyết tương đối.
Nhiều cách dẫn dắt lý thuyết tương đối bắt đầu với khái niệm vận tốc và rút ra phép biến đổi Lorentz. Các khái niệm khác như sự giãn nở thời gian, sự co ngắn chiều dài, quan hệ đồng thời tương đối, lời giải thích cho nghịch lý sinh đôi và hiệu ứng Doppler tương đối tính sau đó đều được rút ra từ phép biến đổi Lorentz, tất cả đều là các hàm của vận tốc.
Bondi, trong cuốn sách của ông Relativity and Common Sense, xuất bản lần đầu năm 1964 và dựa trên các bài viết xuất bản trong tạp chí The Illustrated London News năm 1962, đã trình bày cách dẫn dắt đi ngược thứ tự trên. Ông bắt đầu với cái ông gọi là "một tỉ số quan trọng" được kí hiệu bởi chữ {\displaystyle k} (thật ra nó chính là hệ số Doppler xuyên tâm). Từ đây ông giải thích nghịch lý sinh đôi, và quan hệ đồng thời tương đối, sự giãn nở thời gian và co ngắn chiều dài, tất cả đều dựa vào {\displaystyle k}. Phải đến sau đó trong tác phẩm ông mới đưa ra một mối liên hệ giữa vận tốc và hệ số cơ bản {\displaystyle k}. Phép biến đổi Lorentz xuất hiện ở tận phần cuối của sách.

## Lịch sử
Phương pháp giản đồ k đã được sử dụng từ trước bởi E. A. Milne vào năm 1935. Milne sử dụng chữ {\displaystyle s} để ký hiệu một hệ số Doppler không đổi, nhưng cũng xét một trường hợp tổng quát liên quan tới chuyển động phi quán tính (và vì thế với hệ số Doppler biến thiên). Bondi sử dụng chữ cái {\displaystyle k} thay vì {\displaystyle s} và đơn giản hóa cách trình bày (chỉ đối với hằng số {\displaystyle k}), và giới thiệu cái tên "k-calculus".

## Hệ sốkBondi

Giản đồ không-thời gian để định nghĩa hệ số k
Alice
Bob
Tia sáng

Xét hai quan sát viên quán tính, Alice và Bob, chuyển động trực tiếp ra xa nhau với vận tốc tương đối không đổi. Alice gửi đi tín hiệu là một tia sáng xanh tới Bob sau mỗi khoảng thời gian {\displaystyle T} giây đo bởi đồng hồ của cô. Vì Alice và Bob cách nhau một khoảng cách nên sẽ có một khoảng thời gian trễ giữa lúc Alice gửi tín hiệu và lúc Bob nhận được nó. Hơn nữa, khoảng cách này tăng đều với tỉ lệ không đổi, vì thế thời gian trễ cũng tăng. Điều này có nghĩa là các khoảng thời gian giữa những lúc Bob nhận được các tín hiệu, được đo bởi đồng hồ của anh ta, là lớn hơn {\displaystyle T} giây, ta đặt khoảng đó là {\displaystyle kT} giây với một hằng số {\displaystyle k>1} nào đó. Còn trong trường hợp ngược lại Alice và Bob chuyển động trực tiếp tiến gần nhau, thì lập luận tương tự nhưng ta sẽ có {\displaystyle k<1} trong trường hợp này.
Bondi mô tả {\displaystyle k} là một "tỉ số cơ bản", và các tác giả khác từ đó đã gọi nó là "hệ số k của Bondi".
Các tia sáng của Alice được phát đi với một tần số {\displaystyle f_{s}=1/T} Hz, đo bởi đồng hồ của cô, và được nhận bởi Bob với tần số {\displaystyle f_{o}=1/(kT)} Hz đo bởi đồng hồ của anh ta. Điều này dẫn đến hệ số Doppler {\displaystyle f_{s}/f_{o}=k}. Vì thế hệ số k Bondi thực chất là tên gọi khác của hệ số Doppler (khi nguồn phát Alice và quan sát viên Bob đang di chuyển trực tiếp ra xa hay lại gần nhau).
Nếu Alice và Bob đổi vai trò cho nhau, và Bob là người phát các tia sáng tới Alice, thì nguyên lý tương đối (tiên đề I của Einstein) chỉ ra rằng hệ số k từ Bob tới Alice cũng có giá trị bằng hệ số k từ Alice tới Bob, vì mọi quan sát viên quán tính là đều tương đương nhau. Vì thế hệ số k chỉ phụ thuộc vào tốc độ tương đối giữa các quan sát viên và không gì khác.

## Hệ sốknghịch đảo

Giản đồ thời gian cho hệ số k nghịch đảo
Alice
Bob
Dave
Tia sáng

Bây giờ xét một quan sát viên quán tính Dave ở một khoảng cách cố định từ Alice, và sao cho Bob luôn nằm trên một đường thẳng giữa Alice và Dave. Bởi vì Alice và Dave cùng ở trạng thái nghỉ, khoảng thời gian trễ từ Alice đến Dave là hằng số. Điều đó có nghĩa là Dave nhận được các tia sáng xanh từ Alice mỗi {\displaystyle T} giây, với cùng một tỉ lệ như Alice gửi đi. Nói cách khác, hệ số k từ Alice tới Dave bằng 1.
Bây giờ ta giả sử cứ khi nào Bob nhận được một tia sáng xanh từ Alice anh ta ngay tức thì gửi đi tia sáng đỏ của mình tới Dave, sau mỗi khoảng {\displaystyle kT} giây (đo bởi đồng hồ của Bob). Theo tiên đề II của Einstein thì tốc độ của ánh sáng là không phụ thuộc sự chuyển động của nguồn phát ra nó, dẫn đến tia sáng xanh của Alice và tia sáng đỏ của Bob đều đi cùng một tốc độ, không tia nào vượt qua tia nào, và vì thế đều đến Dave cùng một lúc. Vì thế Dave cũng sẽ nhận được một tia đỏ từ Bob sau mỗi khoảng thời gian {\displaystyle T} giây đo bởi đồng hồ của Dave, mà tia lại được phát bởi Bob mỗi {\displaystyle kT} giây theo đồng hồ của Bob. Điều này dẫn đến hệ số k từ Bob sang Dave là {\displaystyle 1/k}.
Điều này thiết lập rằng hệ số k cho các quan sát viên di chuyển trực tiếp ra xa (dịch chuyển đỏ) bằng nghịch đảo của hệ số k cho các quan sát viên di chuyển trực tiếp lại gần nhau với cùng tốc độ (dịch chuyển xanh).

## Nghịch lý sinh đôi

Giản đồ không-thời gian để giải thích nghịch lý sinh đôi
Alice
Bob
Carol
Dave
Tia sáng

Bây giờ xét một quan sát viên thứ tư, Carol, di chuyển từ Dave tới Alice với tốc độ như Bob di chuyển từ Alice tới Dave. Hành trình của Carol được căn thời gian sao cho cô ta bắt đầu rời Dave đúng lúc Bob tới. Ký hiệu thời gian đo được bởi đồng hồ của Alice, Bob và Carol là {\displaystyle t_{A},t_{B},t_{C}}.
Khi Bob đi qua Alice, họ căn chỉnh đồng hồ sao cho {\displaystyle t_{A}=t_{B}=0}. Khi Carol qua Bob, cô ta cũng căn lại đồng hồ tới giá trị thời gian như của Bob, {\displaystyle t_{C}=t_{B}}. Cuối cùng, khi Carol đến chỗ Alice, họ so sánh các đồng hồ của họ. Trong vật lý cổ điển Newton, ta kỳ vọng kết quả ở lần so sánh cuối cùng thì đồng hồ của Alice và Carol sẽ đồng nhất, {\displaystyle t_{C}=t_{A}}. Dưới đây ta sẽ chứng tỏ rằng trong lý thuyết tương đối thì điều này không đúng. Đây là một phiên bản của "nghịch lý sinh đôi" nổi tiếng, trong đó một cặp anh em song sinh tạm biệt nhau và khi một người quay trở về và gặp lại nhau  sẽ thấy người kia đã già hơn mình.
Nếu Alice gửi đi một tia sáng ở thời điểm {\displaystyle t_{A}=T} tới Bob thì, theo định nghĩa hệ số k, nó sẽ được nhận bởi Bob vào thời điểm {\displaystyle t_{B}=kT}. Tia sáng được định thời gian để nó tới Bob vào đúng thời điểm Bob gặp Carol, vì thế Carol căn đồng hồ của cô sao cho {\displaystyle t_{C}=t_{B}=kT}.
Ngoài ra, khi Bob và Carol gặp nhau, họ đều cùng lúc gửi tín hiệu trở lại Alice, và đồng thời được nhận bởi Alice. Xét rằng, đầu tiên, tia sáng từ Bob gửi vào thời điểm {\displaystyle t_{B}=kT}, phải được nhận bởi Alice vào thời điểm {\displaystyle t_{A}=k^{2}T}, sử dụng thực tế là hệ số k từ Alice tới Bob là tương tự như hệ số k từ Bob tới Alice.
Vì hành trình ra xa của Bob có thời lượng là {\displaystyle kT}, đo bởi đồng hồ của anh ta, suy ra theo tính đối xứng rằng hành trình quay về của Carol trên cùng một khoảng cách ở cùng một tốc độ cũng phải có thời lượng {\displaystyle kT} đo bởi đồng hồ của cô, và vì vậy khi Carol gặp Alice, đồng hồ của Carol chỉ giá trị {\displaystyle t_{C}=2kT}. Hệ số k ở phần sau của cuộc hành trình phải bằng hệ số nghịch đảo {\displaystyle 1/k} (chứng minh ở trên), vì thế, xét tia sáng phát từ Carol tới Alice, một khoảng thời gian phát đi {\displaystyle kT} tương ứng với một khoảng thời gian thu được là {\displaystyle T}. Điều này có nghĩa là giá trị thời gian cuối cùng trên đồng hồ của Alice, khi Carol và Alice gặp nhau, bằng {\displaystyle t_{A}=(k^{2}+1)T}. Giá trị này rõ ràng là lớn hơn thời gian đo được từ đồng hồ của Carol {\displaystyle t_{C}=2kT}, bởi vì
{\displaystyle t_{A}-t_{C}=(k^{2}-2k+1)T=(k-1)^{2}T>0,}
miễn là thỏa mãn {\displaystyle k\neq 1} và {\displaystyle T>0}.

## Vận tốc và phép đo radar

Sơ đồ không-thời gian cho các đại lượng radar
Alice
Bob
Dave
Xung radar

Trong phương pháp giản đồ-k, các khoảng cách được đo bằng radar. Một quan sát viên gửi một xung radar tới mục tiêu và nhận được tiếng vọng từ nó. Xung radar (di chuyển với tốc độ ánh sáng {\displaystyle c}) chuyển động được một tổng quãng đường cả đi và về bằng hai lần khoảng cách đến mục tiêu, và trong khoảng thời gian {\displaystyle T_{2}-T_{1}}, với {\displaystyle T_{1}} và {\displaystyle T_{2}} là các thời gian đo được bởi đồng hồ của người quan sát khi phát và nhận được xung radar. Điều này dẫn đến khoảng cách tới mục tiêu là
{\displaystyle x_{A}={\tfrac {1}{2}}c(T_{2}-T_{1}).}
Hơn nữa, vì tốc độ ánh sáng là như nhau ở cả hai hướng nên thời điểm mà xung radar tới mục tiêu, đo bởi người quan sát, phải là chính giữa các thời điểm phát và nhận, tức là
{\displaystyle t_{A}={\tfrac {1}{2}}(T_{2}+T_{1}).}
Trong trường hợp cụ thể khi quan sát viên radar là Alice và mục tiêu là Bob (tạm thời có cùng tọa độ với Dave), như được mô tả trước đây, theo giản đồ k ta có  {\displaystyle T_{2}=k^{2}T_{1}}, và vì vậy
{\displaystyle x_{A}={\tfrac {1}{2}}c(k^{2}-1)T_{1}}
{\displaystyle t_{A}={\tfrac {1}{2}}(k^{2}+1)T_{1}.}
Vì Alice và Bob đều đã từng bắt đầu tại cùng tọa độ {\displaystyle t_{A}=0,x_{A}=0} nên vận tốc tương đối của Bob đối với Alice được cho bởi
{\displaystyle v={\frac {x_{A}}{t_{A}}}={\frac {{\tfrac {1}{2}}c(k^{2}-1)T_{1}}{{\tfrac {1}{2}}(k^{2}+1)T_{1}}}=c{\frac {k^{2}-1}{k^{2}+1}}=c{\frac {k-k^{-1}}{k+k^{-1}}}.}
Phương trình này mô tả vận tốc là một hàm của hệ số k Bondi. Có thể giải {\displaystyle k} ra để có {\displaystyle k} là hàm của {\displaystyle v}:
{\displaystyle k={\sqrt {\frac {1+v/c}{1-v/c}}}.}

## Tổng hợp vận tốc

Sơ đồ không-thời gian biểu thị sự tổng hợp hệ số k
Alice
Bob
Ed
Tia sáng

Xét ba quan sát viên quán tính Alice, Bob và Ed, luôn duy trì thứ tự trên trong không-thời gian và chuyển động với các tốc độ khác nhau dọc theo cùng một đường thẳng. Ở mục này, ký hiệu {\displaystyle k_{AB}} sẽ được dùng để chỉ hệ số k từ Alice tới Bob (và tương tự, đối với các cặp quan sát viên khác).
Như trên, khi Alice phát đi một tia sáng xanh tới Bob và Ed mỗi thời gian {\displaystyle T} đo bởi đồng hồ của cô, sau đó Bob nhận được sau mỗi {\displaystyle k_{AB}T} giây đo bởi đồng hồ của anh ta, rồi Ed sau mỗi {\displaystyle k_{AE}T} đo bởi đồng hồ của Ed.
Bây giờ giả thiết rằng mỗi khi Bob nhận được một tia sáng xanh từ Alice anh ta ngay tức thì gửi tia sáng đỏ của mình tới Ed, cứ mỗi {\displaystyle k_{AB}T} giây bởi đồng hồ của Bob, vậy Ed nhận được một tia đỏ từ Bob sau mỗi {\displaystyle k_{BE}(k_{AB}T)} giây bởi đồng hồ của Ed. Tiên đề thứ hai của Einstein phát biểu rằng tốc độ ánh sáng không phụ thuộc vào chuyển động của nguồn, dẫn đến tia sáng xanh của Alice và tia sáng đỏ của Bob đều chuyển động với tốc độ như nhau, không vượt nhau, và vì vậy đều tới Ed ở cùng một thời điểm. Vì thế, trong hệ quy chiếu của Ed, khoảng thời gian nhận tia đỏ {\displaystyle k_{BE}(k_{AB}T)} và khoảng thời gian nhận tia xanh {\displaystyle k_{AE}T} phải bằng nhau. Vì thế quy tắc tổng hợp các hệ số k là một phép nhân đơn giản:
{\displaystyle k_{AE}=k_{AB}k_{BE}.}
Cuối cùng, bằng cách thế
{\displaystyle k_{AB}={\sqrt {\frac {1+v_{AB}/c}{1-v_{AB}/c}}},\,k_{BE}={\sqrt {\frac {1+v_{BE}/c}{1-v_{BE}/c}}},\,v_{AE}=c{\frac {k_{AE}^{2}-1}{k_{AE}^{2}+1}}}
ta có công thức cộng vận tốc tương đối tính
{\displaystyle v_{AE}={\frac {v_{AB}+v_{BE}}{1+v_{AB}v_{BE}/c^{2}}}.}

## Khoảng bất biến

Giản đồ không-thời gian để suy ra khoảng bất biến và phép biến đổi Lorentz
Alice
Bob
Xung radar

Sử dụng phương pháp radar được mô tả ở trên, quan sát viên quán tính Alice gán tọa độ {\displaystyle (t_{A},x_{A})} với một sự kiện bằng cách phát một xung radar vào thời điểm {\displaystyle t_{A}-x_{A}/c} và nhận tiếng vọng của nó vào thời điểm {\displaystyle t_{A}+x_{A}/c} đo bởi đồng hồ của cô.
Tương tự, quan sát viên quán tính Bob có thể gán tọa độ {\displaystyle (t_{B},x_{B})} với cùng sự kiện ấy bằng cách phát một xung radar vào thời gian {\displaystyle t_{B}-x_{B}/c} và nhận được tiếng vọng vào thời gian {\displaystyle t_{B}+x_{B}/c}, đo bởi đồng hồ của anh ta. Tuy nhiên, như giản đồ cho thấy, Bob không cần thiết phải phát tín hiệu radar của mình, bởi anh ta có thể chỉ cần lấy thời gian từ tín hiệu của Alice.
Bây giờ, áp dụng phương pháp giản đồ k đối với tín hiệu truyền đi từ Alice tới Bob
{\displaystyle k={\frac {t_{B}-x_{B}/c}{t_{A}-x_{A}/c}}.}
Tương tự, áp dụng giản đồ k đối với tìn hiệu truyền từ Bob tới Alice
{\displaystyle k={\frac {t_{A}+x_{A}/c}{t_{B}+x_{B}/c}}.}
Cân bằng hai biểu thức cho {\displaystyle k} và sắp xếp lại các số hạng ta được,
{\displaystyle c^{2}t_{A}^{2}-x_{A}^{2}=c^{2}t_{B}^{2}-x_{B}^{2}.}
Điều này thiết lập rằng đại lượng {\displaystyle c^{2}t^{2}-x^{2}} là bất biến: nó có giá trị như nhau trong mọi hệ quy chiếu quán tính và được gọi là khoảng bất biến.

## Biến đổi Lorentz
Hai phương trình của {\displaystyle k} ở mục trên có thể giải ra dưới dạng hệ phương trình để thu được:
{\displaystyle ct_{B}={\tfrac {1}{2}}(k+k^{-1})ct_{A}-{\tfrac {1}{2}}(k-k^{-1})x_{A}}
{\displaystyle x_{B}={\tfrac {1}{2}}(k+k^{-1})x_{A}-{\tfrac {1}{2}}(k-k^{-1})ct_{A}}
Các phương trình này chính là biến đổi Lorentz được biểu diễn bằng các số hạng của hệ số k Bondi thay vì các số hạng của vận tốc. Bằng cách thế vào
{\displaystyle k={\sqrt {\frac {1+v/c}{1-v/c}}},}
ta thu được dạng truyền thống của biến đổi Lorentz.
{\displaystyle t_{B}={\frac {t_{A}-vx_{A}/c^{2}}{\sqrt {1-v^{2}/c^{2}}}};\,x_{B}={\frac {x_{A}-vt_{A}}{\sqrt {1-v^{2}/c^{2}}}}}

## Rapidity
Đại lượng rapidity {\displaystyle \varphi } có thể được định nghĩa từ hệ số k bởi công thức
{\displaystyle \varphi =\log _{e}k,\,k=e^{\varphi },}
và vì vậy
{\displaystyle v=c{\frac {k-k^{-1}}{k+k^{-1}}}=c\tanh \varphi .}
Dạng hệ số k của biến đổi Lorentz trở thành
{\displaystyle ct_{B}=ct_{A}\cosh \varphi -x_{A}\sinh \varphi }
{\displaystyle x_{B}=x_{A}\cosh \varphi -ct_{A}\sinh \varphi }
Từ quy tắc tổng hợp của {\displaystyle k} là phép nhân, {\displaystyle k_{AE}=k_{AB}k_{BE}}, ta rút ra quy tắc tổng hợp của rapidity là phép cộng:
{\displaystyle \varphi _{AE}=\varphi _{AB}+\varphi _{BE}.}